# Ingelen

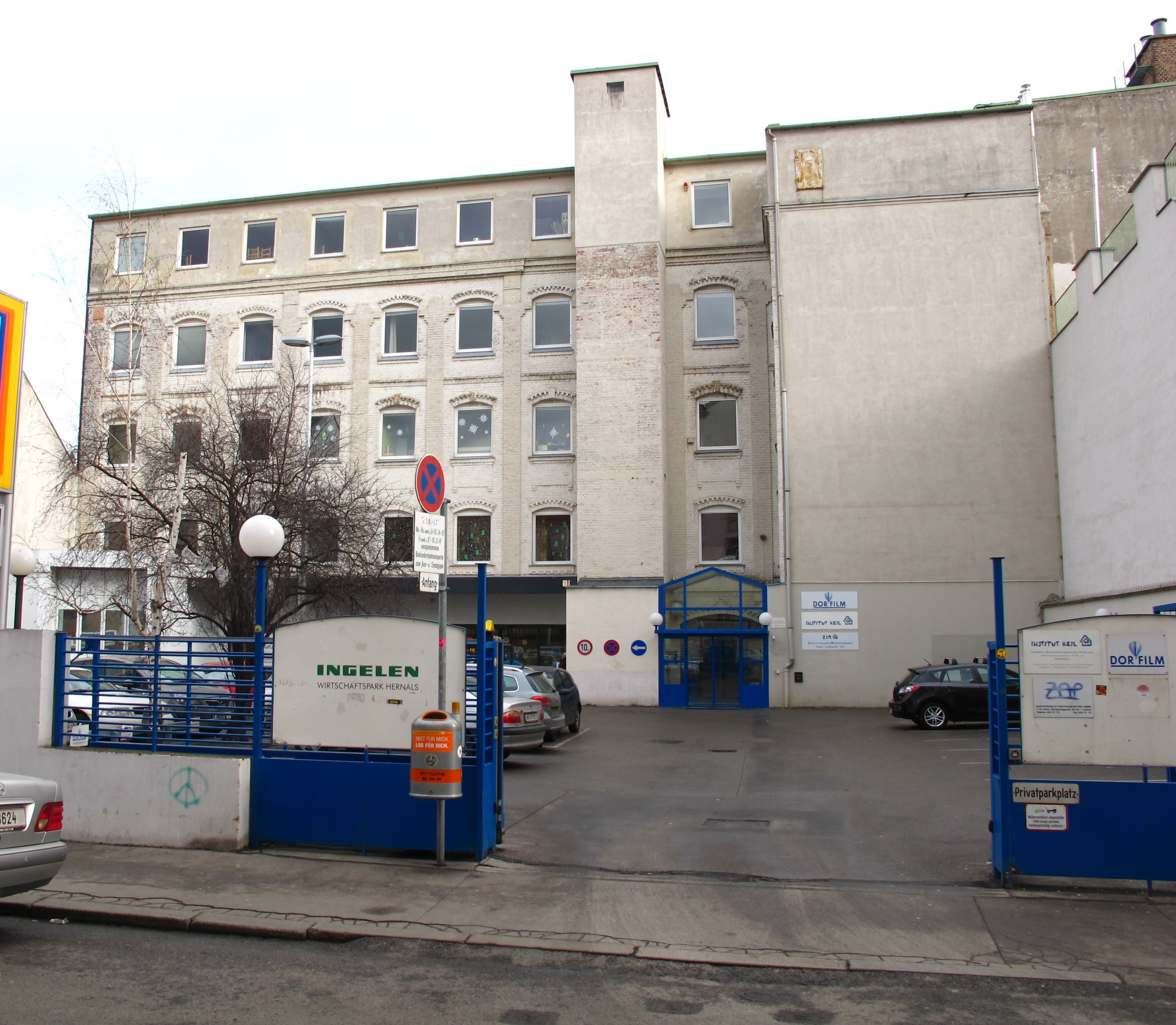
Gebäude der ehemaligen Ingelen. Im Jahr 2014 als Ingelen Wirtschaftspark Hernals genutzt

Ingelen, Elektrotechnische Fabrik Ing. Ludwig Neumann GmbH, war ein österreichischer Hersteller elektrotechnischer Geräte, insbesondere Hersteller von Rundfunkempfängern wie etwa Kofferradios. Die Marke Ingelen setzt sich aus dem Titel und den gesprochenen Initialen des Gründers, Ing. Ludwig Neumann, zusammen.

## Geschichte

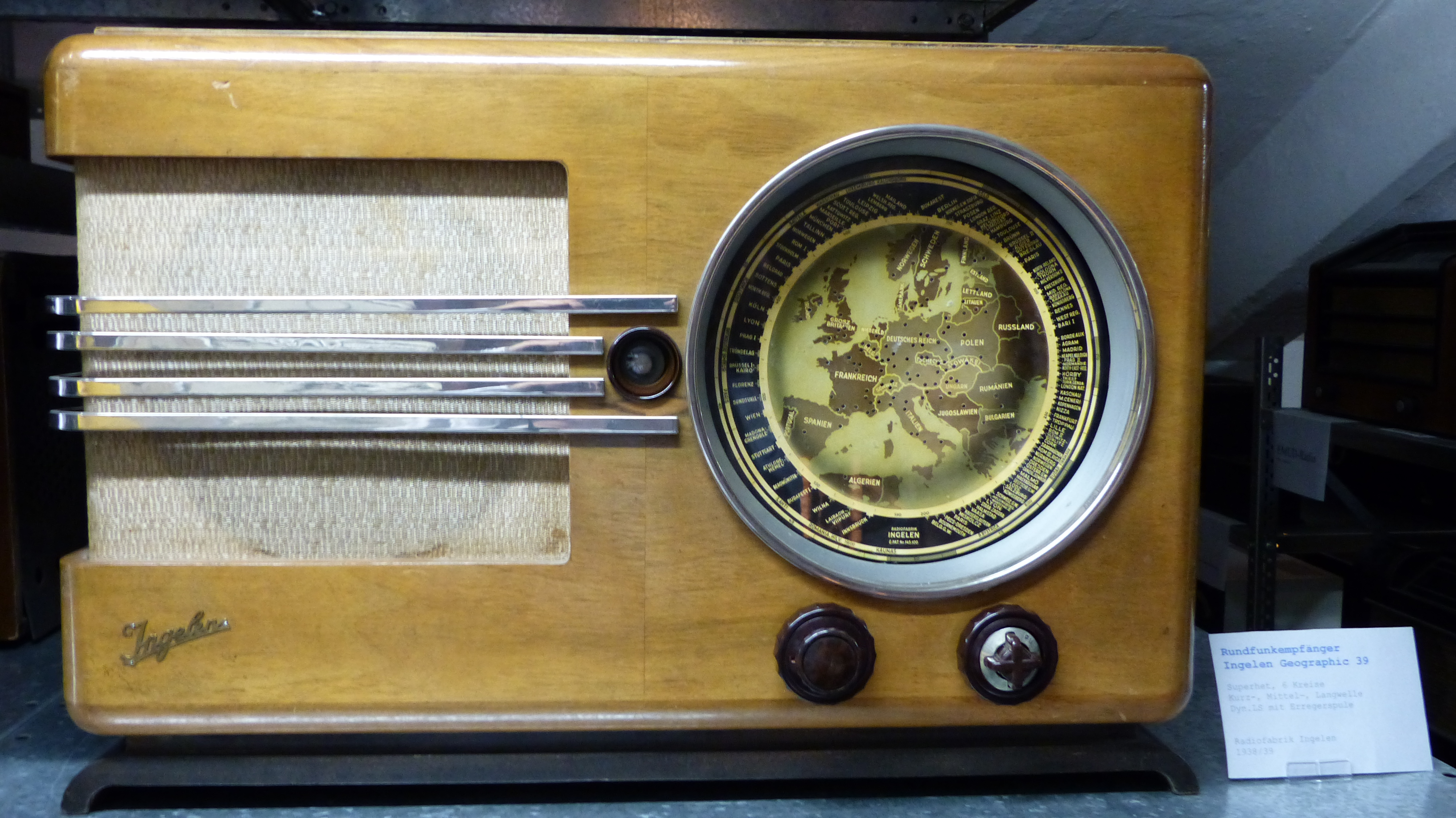
Ingelen-Radioempfänger von 1938

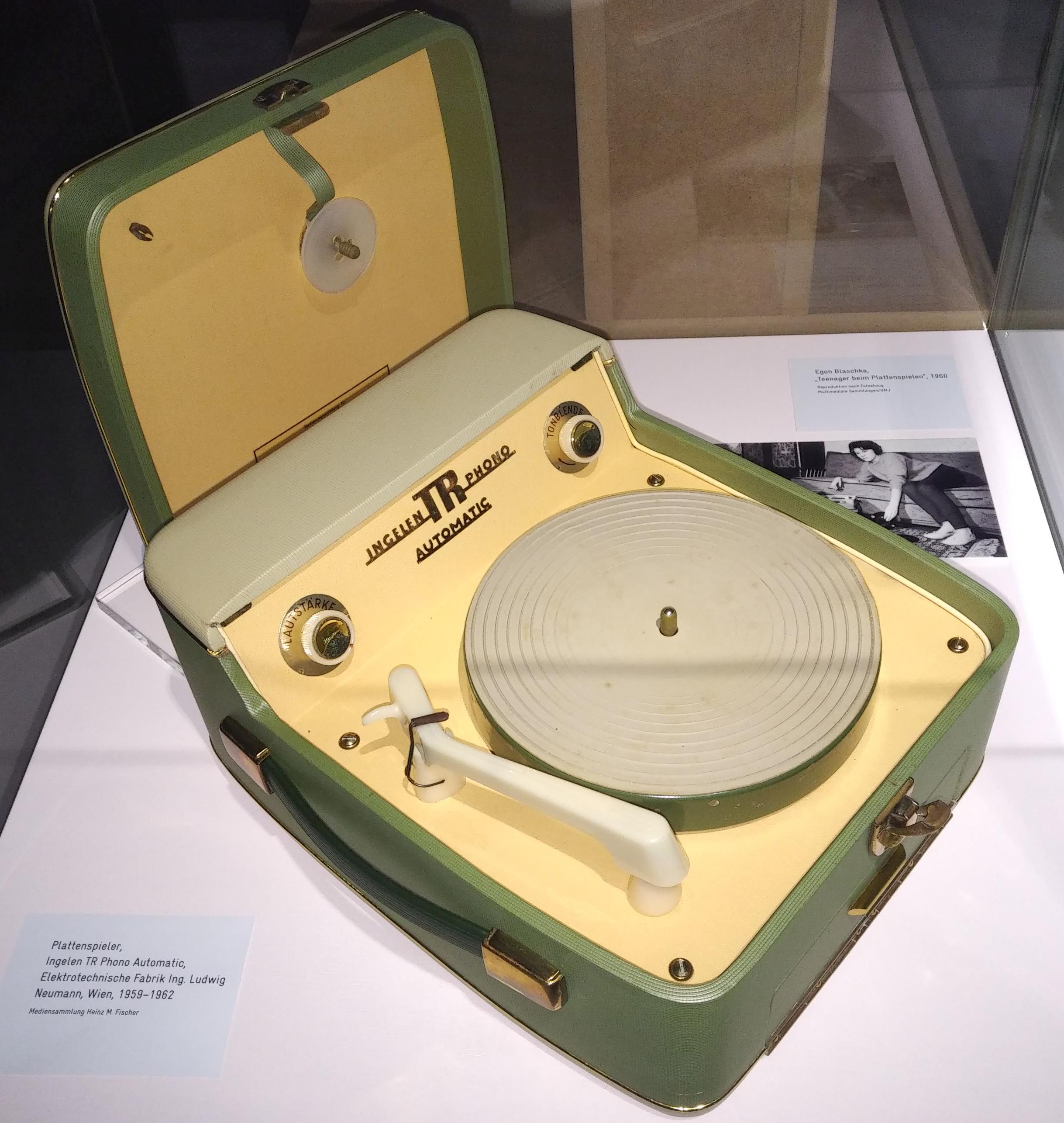
Ingelen TR Phono Automatic, 1959–62

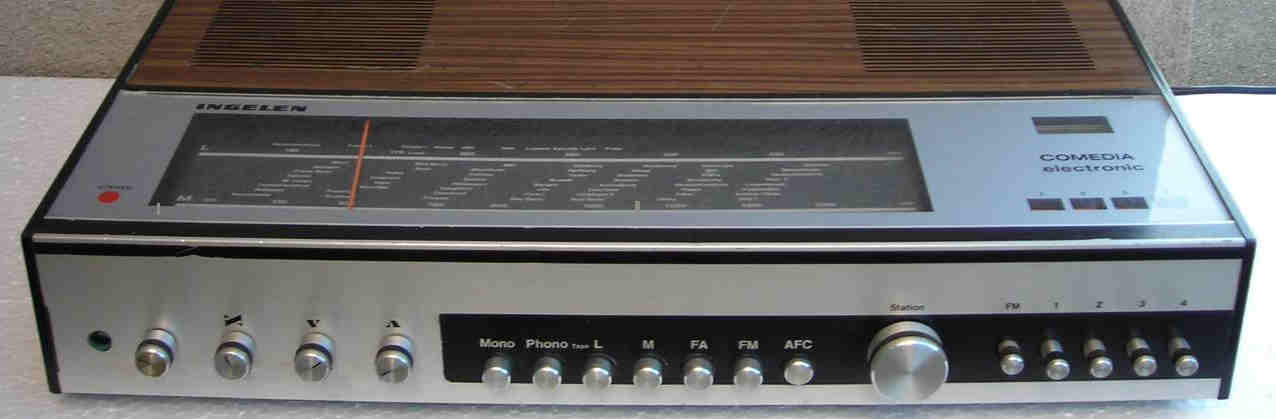
Ingelen Comedia Electronic aus den 1970er-Jahren

Das Unternehmen wurde 1907 im 1. Bezirk Wien am Schottenring gegründet. Im gleichen Jahr erfolgte der Umzug in die Bergsteiggasse 36–38 im 17. Bezirk, welcher bis zur Auflösung Firmenstandort blieb. Im Jahr 1921 gründet Neumann als Tochterfirma die Ingelen-Frauenthal-Elektroporzellan in Frauenthal in der Steiermark, die erste österreichische Porzellanfabrik (heute IBIDEN Porzellanfabrik Frauenthal GmbH und PPC Insulators Austria GmbH, Teil der SEVES Gruppe). Im Jahr 1924 wurden die ersten Radiobestandteile und Detektorempfänger in Serienfertigung gebaut. Um 1928 hatte die Firma im Sektor Kofferradios einen Marktanteil von 80 Prozent.
Während des Zweiten Weltkrieges produzierte Ingelen in Niederösterreich und Tirol, die Wiener Fabrik wurde im Krieg durch Bombentreffer beschädigt. Bekannte Radiomodelle waren zu der Zeit unter anderem der Ingelen Geographic mit der weltweit patentierten Geographic-Skala (die Einstell-Frequenzen im Kreis um eine kleine Karte eingetragen).
Ingelen ging auch Kooperationen mit anderen Firmen ein, so wurde das Geographic in den Folgejahren als Standmodell bei der Firma Capello in Polen unter Lizenz gefertigt und vertrieben. Radiogeräte der Firma Ingelen wurde auch in Argentinien vertrieben, die Firma Lumex S.A. Buenos Aires war der Importeur. Später gliederte man die Radiofabrik in die Tochterfirma Porzellanfabrik Frauenthal, Figer & Co. Wien ein.
1966 verkaufte Figer & Co. die Radiofabrik Ingelen an die ITT-Tochter Standard Elektrik Lorenz, der Name Ingelen wurde als Marke weiter geführt. Zu ITT gehörte zu der Zeit auch Graetz und so wurden auch in Pforzheim unter der Marke Graetz entwickelte Geräte in Österreich unter dem Namen Ingelen verkauft. 1987 übernahm Nokia die Standard Elektrik Lorenz und stellte kurz darauf die Verwendung des Namens Ingelen ein. Mit Stand 2017 befindet sich an dem ehemaligen Firmenstandort der Ingelen Wirtschaftspark Hernals, welcher von einer Supermarktkette und verschiedenen Firmen wie der Dor Film genutzt wird.
Zur Jahresmitte 1997 erwarb das Multimedia-Vertriebsunternehmen HB-Austria die Rechte an der Marke Ingelen und vertrieb unter dem Namen HB-Ingelen sieben verschiedene Fernsehertypen. 2015 ging HB Austria in Konkurs.